# Валери Еляш-Раджиковски
Ян Ка̀нти Валѐри Ѐляш-Раджико̀вски (на полски: Jan Kanty Walery Eljasz-Radzikowski, 13 септември 1841-23 март 1905) е полски художник, фотограф, илюстратор, учител по изящни изкуства, активен по време на чуждестранните разделения на Полша. Един от основателите на Полското татренско дружество.

## Кариера
Валери Еляш (второ име Радзиковски, прието по-късно в живота му) учи живопис през 1856-62 г. в Училището за изящни изкуства в Краков (известно днес като Академията за изящни изкуства Ян Матейко) главно в ателието на известния Владислав Лушчкевич. Той продължава обучението си в Мюнхен в продължение на три години през 1862-65 г., преди да се завърне през 1866 г. Докато е в Мюнхен, след като се възстановява от коремен тиф, Еляш помага доброволци, които се отправят обратно към Полша за Януарското въстание срещу чуждото иго. След завръщането си в Краков, Еляш работи като учител по изящни изкуства в местните училища, включително в Гимназия на Света Анна през 1872-91 г. 
Еляш рисува църковни фрески ("Хохолув", 1871 г.), илюстрира книги и списания, създава костюми за театрални сценични постановки и излага творбите си в международен план, включително в Краков, Варшава, Лвов и във Виена. Втората му монография за Татрата, наречена "Szkice z podróży w Tatry", илюстрирана с литографии, е публикувана през 1874 г. 
Той е запален любител на открито и планински катерач и е съосновател на едно от най-старите туристически дружества в Европа, културното полско дружество Tatra през 1873 г. Той написва първия в историята туристически пътеводител за Татрите през 1870 г., наречен "Ilustrowany przewodnik do Tatr, Pienin i Szczawnic" (препечатан през 1886, 1891, 1896, 1900), който самият той илюстрира с литографии и дърворези, а накрая и със свои фотографии. През 1901 г. той публикува "Krakow Dawny", подробен пътеводител за историческите паметници на Краков.

## Картини на историческа тема
- Битката при Мехов, 1863
- Смъртта на хетман Жулкевски в битката при Цецора, 1865
- Хетман Чарнецки защитава Краков, 1866
- Мъчениците от Пратулин, 1874